# Anno 1701 : La Malédiction du dragon
Anno 1701 : La Malédiction du dragon (Anno 1701: Der Fluch des Drachen) est un jeu vidéo de gestion développé par Related Designs et édité par Sunflowers, sorti en 2007 sur PC. Il fait partie de la série Anno et est une extension du jeu Anno 1701.

## Accueil
| Anno 1701 : La Malédiction du dragon |      |       |
| Média                                | Pays | Notes |
| Jeuxvideo.com                        | FR   | 12/20 |
| Joystick                             | FR   | 5/10  |